# گمینا پساره
گمینا پساره (به لهستانی:  Gmina Psary) یک گمینا در لهستان است که در شهرستان بنجن واقع شده‌است. گمینا پساره ۴۵٫۹۸ کیلومتر مربع مساحت و ۱۱٬۲۱۹ نفر جمعیت دارد.